# Fortuna (pomme de terre)
Pour les articles homonymes, voir Fortuna.
Fortuna  est une variété de pomme de terre transgénique destinée à la production de pommes frites en Europe, mise au point par BASF Plant Science, filiale du groupe chimique allemand BASF.
Le 31 octobre 2011, BASF a présenté une demande officielle à la Commission européenne pour obtenir l'autorisation de cultiver cette variété dans l'Union européenne et de la commercialiser pour l'alimentation humaine et animale. L'instruction du dossier doit être poursuivie par l'Autorité européenne de sécurité des aliments (AESA). L'introduction de cette pomme de terre sur le marché est prévue à l'horizon 2014-2015.
Cette demande a été retirée le 29 janvier 2013, ainsi que celles concernant les variétés 'Amadea' et 'Modena', BASF Plant Science considérant que « La poursuite des investissements ne peut être justifiée en raison de l'incertitude de l'environnement réglementaire et les menaces de destructions sur le terrain". ».

## Développement
La nouvelle variété dérive d'une variété de pomme de terre cultivée, la variété 'Agria', très productive et particulièrement adaptée à la fabrication des frites, mais elle peut aussi convenir à la transformation en chips ou être consommée comme produit frais.
On a introduit dans cette nouvelle variété, tout en conservant ses qualités agronomiques et culinaires, deux gènes de résistance au mildiou, Rpi-blb1 et Rpi-blb2, provenant d'une espèce de pomme de terre sauvage d'Amérique du Sud, Solanum bulbocastanum. Celle-ci est naturellement résistante au Phytophthora infestans, agent pathogène du mildiou de la pomme de terre.
La pomme de terre 'Fortuna' a fait l'objet d'essais au champ pendant six ans, notamment au Royaume-Uni en 2007 et 2008. Les champs d'essais ont été détruits en 2007 par des opposants aux OGM, mais en 2008, ils ont été menés à bien sans incidents. La variété transgénique s'est montrée résistante à des centaines de souches du mildiou de la pomme de terre, en particulier à une nouvelle souche très agressive, appelée blue 13. Cependant, en 2009, BASF Plant Science a annoncé sa décision de cesser les recherches sur cette pomme de terre au Royaume-Uni.

## Contexte
Le mildiou de la pomme de terre est la cause de la grande famine en Irlande au milieu du XIXe siècle. Toujours présente, cette maladie est actuellement traitée par l'utilisation intensive de fongicides. C'est la maladie fongique la plus commune et la plus pénalisante dans les cultures de pommes de terre. Selon certaines estimations, elle est chaque année responsable d'environ 20 % des pertes de rendement en pommes de terre au niveau mondial, ce qui correspond à 15 à 20 millions de tonnes de pommes de terre, pour une valeur d'environ 2 milliards d'euros. La lutte contre le mildiou est très contraignante et très coûteuse pour les producteurs de pommes de terre.
Fortuna doit permettre de réduire l'utilisation de fongicides, notamment de sulfate de cuivre dont l'usage répété stérilise les sols à plus ou moins long terme (les sols à pH acide sont particulièrement sensibles), et d'aider ainsi les agriculteurs à gérer les produits chimiques de manière plus durable et plus économique. Le lancement de Fortuna est prévu vers 2014-2015.